# Apostolisches Vikariat Beirut
Das Apostolische Vikariat Beirut (lateinisch Apostolicus Vicariatus Berytensis) ist ein im Libanon gelegenes lateinisches römisch-katholisches Apostolisches Vikariat mit Sitz in Beirut.
Es wurde am 4. Juni 1953 aus Gebietsabtretungen des Apostolischen Vikariats Aleppo begründet.
Von den Karmeliten betreut, die auch den Apostolischen Vikar stellen, umfasst es das ganze Land und zählte 2002 15.000 Katholiken in acht Pfarreien. Von den 138 Priestern sind lediglich zwei Diözesanpriester, die übrigen entstammen verschiedenen Ordensgemeinschaften, sind also hauptsächlich auch Ausländer. Gleichzeitig zählt das Vikariat auch 136 Laienbrüder und 1.375 Ordensschwestern.
Die ganz überwiegende Mehrheit der Katholiken im Libanon bilden allerdings Maroniten und daneben Melkiten und Syrer.